# Поджо Пиченце
По̀джо Пичѐнце (на италиански: Poggio Picenze) е село и община в Южна Италия, провинция Акуила, регион Абруцо. Разположено е на 756 m надморска височина. Населението на общината е 1067 души (към 2010 г.).